# 비밀애
비밀애는 2010년 공개된 대한민국의 영화이다.

## 배역
- 유지태 : 진우 / 진호 역
- 윤진서 : 연이 역
- 오연아 : 낯선 여자 역
- 임예진 : 연이 모 역
- 정인기 : 최 신부 역
- 고유선 : 김 간호사 역
- 이미도 : 박 간호사 역
- 이아린 : 이 간호사 역
- 서진 : 정 간호사 역
- 이준혁 : 낯선 남자 역
- 양은용 : 편집장 역
- 임형국 : 의사 역
- 김유리 : 북까페 종업원 역
- 성지루 : 민박집 주인 역 (특별출연)
- 임호 : 헤어 디자이너 역 (특별출연)
- 지대한 : 등산객 역 (특별출연)
- 김다래 : 나레이터 모델 1 역 (특별출연)